# Joaquim Aierdi
Joaquim Aierdi (1613 - 1688) fue un sacerdote y dietarista español, autor del libro Noticies de València i son regne, escrito en valenciano. Aierdi es uno de los primeros diaristas o dietaristas de España.